# كاميل لولوش
كاميل لوش (بالفرنسية: Camille Lellouche)‏ (مواليد 10 يونيو 1986 في باريس، فرنسا) هي ممثلة وكوميدي ومغنية فرنسية.

## روابط خارجية
- كاميل لولوش على موقع IMDb (الإنجليزية)
- كاميل لولوش على موقع ألو سيني (الفرنسية)
- كاميل لولوش على موقع ميوزك برينز (الإنجليزية)
- كاميل لولوش على موقع أول ميوزيك (الإنجليزية)
- كاميل لولوش على موقع ديسكوغز (الإنجليزية)
- كاميل لولوش على موقع قاعدة بيانات الفيلم (الإنجليزية)